# Колос (Осокорівка)
Футбольний клуб «Колос» або просто «Колос»  — український аматорський футбольний клуб з села Осокорівка Херсонської області.

## Історія
Футбольна команда «Колос» заснована в селі Осокорівка й представляла місцевий колгосп. Виступала в чемпіонаті та кубку Херсонської області.
У сезоні 1992/93 років стартувала в аматорському чемпіонаті України, в якому виступала до 1996 року.
Потім продовжила виступи у регіональних футбольних змаганнях.

## Досягнення
- Аматорський чемпіонат України
  -  Срібний призер (1): 1995/96 (6-а група)

- Чемпіонат Херсонської області
  -  Чемпіон (5): 1982, 1983, 1984, 1985, 1995
  -  Срібний призер (3): 1987, 1989, 1992
  -  Бронзовий призер (5): 1986, 1990, 1991, 1992/93, 1996

- Кубок Херсонської області
  -  Володар (2): 1985, 1991
  -  Фіналіст (2): 1989, 1992

## Відомі гравці
- / Віктор Бакум
- / Олександр Бокарєв
- / В'ячеслав Доній
- / Юрій Устинов
- / Юрій Черенков
- / Ігор Шеліст
- Едуард Багіров